# Lista de territórios governados pelas Nações Unidas

A bandeira da ONU, usada para todas as administrações (exceto UNTAC)

Esta é uma lista de territórios que são diretamente/foram administrados pela Organização das Nações Unidas (ONU). Estes não devem ser confundidos com os Territórios Sob Tutela da ONU, que eram administrados por um único país sob mandato da ONU.

A bandeira usada para UNTAC no Camboja

## Lista

### Atualmente
| Nome                                                                 | Localização                                     | Período                                    | Hoje                              | Ref.  |
| -------------------------------------------------------------------- | ----------------------------------------------- | ------------------------------------------ | --------------------------------- | ----- |
| Força das Nações Unidas para Manutenção da Paz em Chipre(UNFICYP)    | Zona Tampão das Nações Unidas em Chipre (UNBZC) | 1974–presente                              | Chipre                            | [ 1 ] |
| Força das Nações Unidas de Observação da Separação (UNDOF)           | Zona UNDOF nas Colinas de Golã                  | 1974–presente                              | Síria (controlado por Israel)     | [ 2 ] |
| Missão de Administração Interina das Nações Unidas no Kosovo (UNMIK) | Kosovo administrado pelas Nações Unidas         | 1999–presente (somente de jure desde 2008) | Kosovo (reivindicado pela Sérvia) | [ 3 ] |

### Extintos
| Nome | Localização                                    | Período   | Hoje                                                      | Ref.  |
| --- | ---------------------------------------------- | --------- | --------------------------------------------------------- | ----- |
| Autoridade Executiva Temporária das Nações Unidas (UNTEA)                                                  | Nova Guiné Ocidental                           | 1962–1963 | Indonésia (reivindicado por República de Papua Ocidental) | [ 4 ] |
| Autoridade Provisória das Nações Unidas no Camboja (UNTAC)                                                 | Camboja                                        | 1992–1993 | Camboja                                                   | [ 5 ] |
| Administração Transitória das Nações Unidas para a Eslavônia Oriental, Baranja e Sírmia Ocidental (UNTAES) | Eslavônia Oriental, Baranja e Sírmia Ocidental | 1996–1998 | Croácia                                                   | [ 6 ] |
| Administração Transitória das Nações Unidas em Timor-Leste (UNTAET)                                        | Timor-Leste administrado pelas Nações Unidas   | 1999–2002 | Timor-Leste                                               | [ 7 ] |